# Fangtan (sockenhuvudort i Kina, Hubei Sheng, lat 32,74, long 110,61)
Fangtan (kinesiska: 方滩, 方滩乡) är en sockenhuvudort i Kina. Den ligger i provinsen Hubei, i den centrala delen av landet, omkring 420 kilometer nordväst om provinshuvudstaden Wuhan. Antalet invånare är 3 442. Befolkningen består av 1 646 kvinnor och 1 796 män. Barn under 15 år utgör 12,0 %, vuxna 15-64 år 68 %, och äldre över 65 år 18,0 %.
Runt Fangtan är det tätbefolkat, med 591 invånare per kvadratkilometer. Närmaste större samhälle är Shiyan, 18,5 km sydost om Fangtan. I omgivningarna runt Fangtan växer i huvudsak blandskog.
Genomsnittlig årsnederbörd är 964 millimeter. Den regnigaste månaden är augusti, med i genomsnitt 166 mm nederbörd, och den torraste är december, med 8 mm nederbörd.